# Vöth-nőszőfű
A Vöth-nőszőfű ( Epipactis voethii) a kosborfélék családjába tartozó, Magyarországon védett növényfaj. Nem általánosan elfogadott taxon, egyes szerzők különálló fajnak, mások a széleslevelű nőszőfű szinonimájának tartják.

## Megjelenése
A Vöth-nőszőfű 25–40 cm magas, lágyszárú, évelő növény. 4-8 levele közül az alsók tojásdadok, a középsők lándzsásak, a felsők murvalevél-szerűek. Hosszuk 6–10 cm, szélességük 1-2,5 cm.
Június vége és augusztus eleje között virágzik. Virágzata 4-12 virágból álló, többé-kevésbé egy oldalra álló, laza fürt. A zöld kocsány hossza 5–10 mm, a virágok kissé bókolnak. A három külső lepellevél (szirom) zöldes színű, 9–10 mm hosszú és 4–5 mm széles. A belső lepellevelek fehéreszöldek, szélük esetleg rózsaszínes lehet; hosszuk 7–8 mm, szélességük 4–5 mm. A mézajak kéz részre oszlik, a belső (hypochil) kiöblösödő, belseje a vörösbarnától az olajzöldig változik. A külső rész (epichil) fehér, rózsaszín vagy lilás. A széleslevelű nőszőfűtől eltérően a pollínium ragadósteste (viscidium) nem működik.
Termése 9,5–11 mm hosszú és 5–6 mm széles toktermés, amely 900-3100 lisztfinomságú, apró magot tartalmaz.

## Elterjedése
Eredetileg Ausztriában, Bécs mellett írták le, majd megtalálták Burgenlandban, Csehországban, Szlovákiában és Magyarországon. Magyarországon ritka, inkább a Dunántúlról (Dunántúli-középhegység, Zalai-dombság, Mecsek, Zselic, Kőszegi-hegység) ismert, de néhány állománya megtalálható az Északi-középhegységben (inkább a Bükkben) is. Szinte kizárólag (97%-ban) hegy- és dombvidéki erdők lakója. 

## Életmódja
Félárnyékos, árnyékos lomberdőkben (bükkösökben, gyertyános- és cseres tölgyesekben) él. Mészkedvelő, termőhelyein a talaj kémhatását pH 7,2-7,4 közöttinek mérték.
Hajtásai júniusban jelennek meg és június végétől augusztus elejéig virágzik. Átlagos virágzási középnapja július 19. Önbeporzó, legtöbb virága megtermékenyül. Magvai szeptemberre érnek be.

## Természetvédelmi helyzete
Magyarországon eddig összesen 52 állományát mérték fel, ezek számottevő része mára eltűnt. Teljes egyedszáma néhány ezres lehet. 2012 óta védett, természetvédelmi értéke 10 000 Ft.